# Långtjärnen (Solleröns socken, Dalarna)
Långtjärnen är en sjö i Mora kommun i Dalarna och ingår i Dalälvens huvudavrinningsområde.